# 北海道道759号奈江富良野線

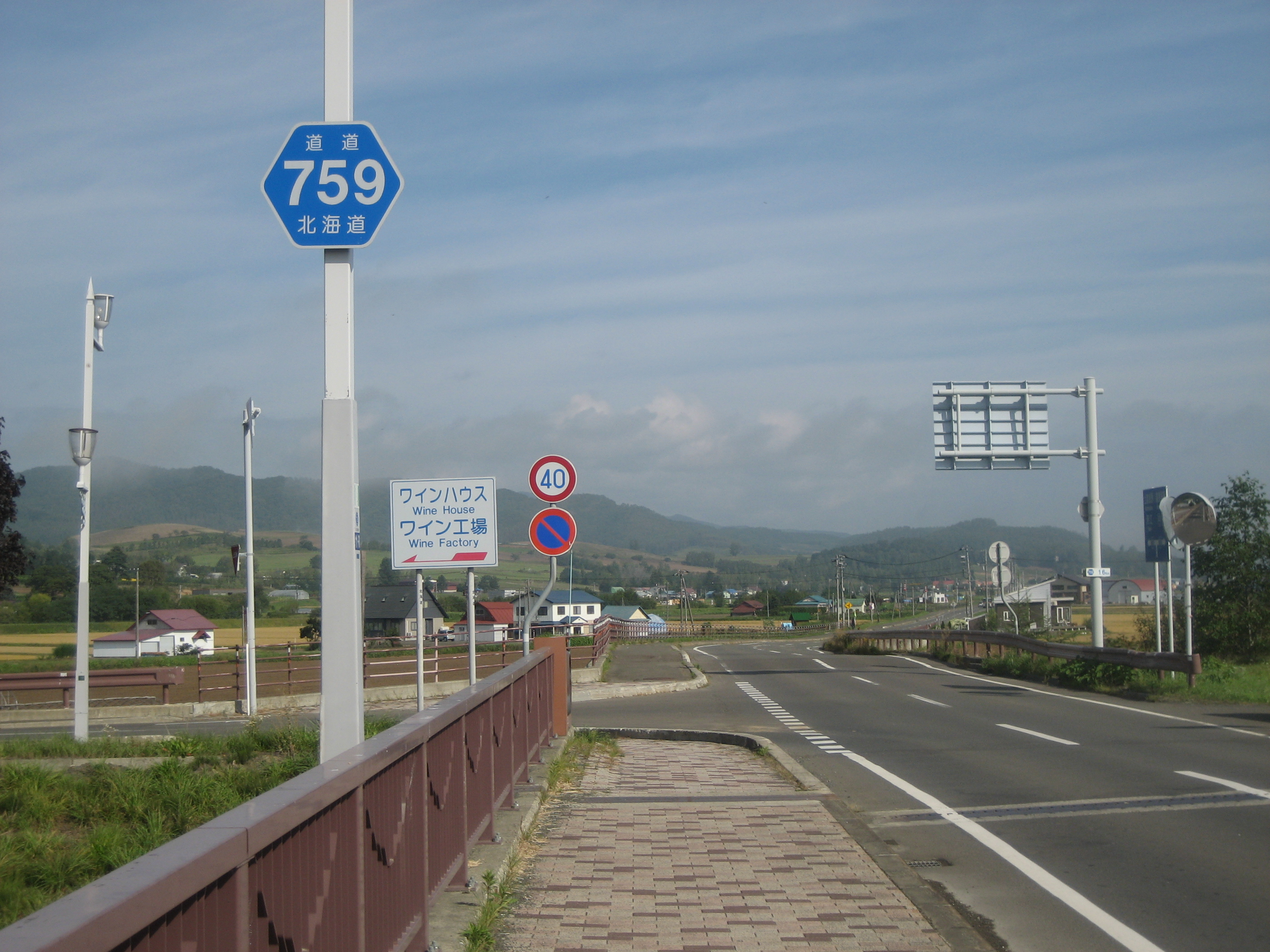
富良野市シャトー富良野橋付近

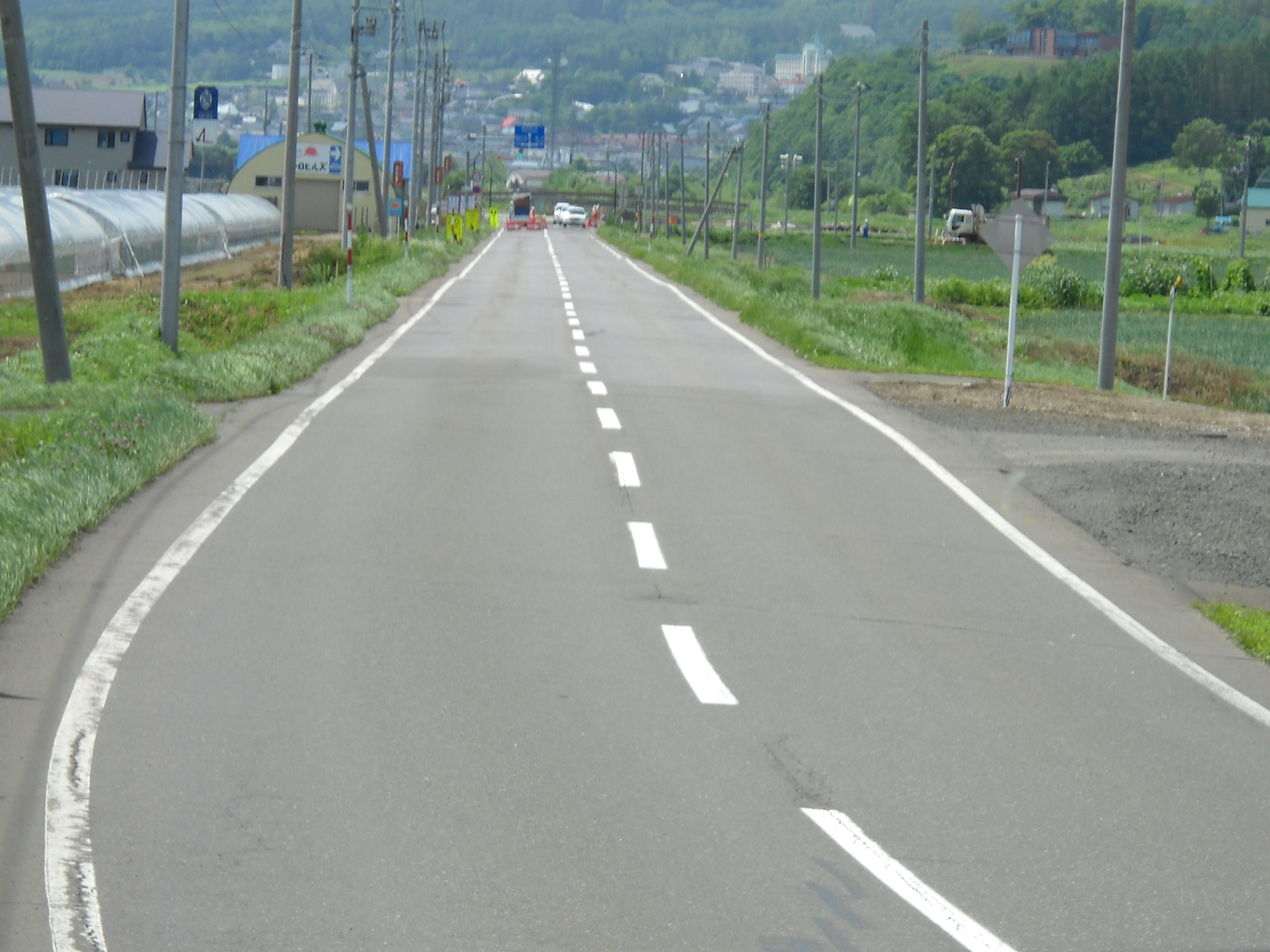
学田駅付近の様子

北海道道759号奈江富良野線（ほっかいどうどう759ごう なえふらのせん）は、北海道空知郡上富良野町より中富良野町を経て富良野市を結ぶ一般道道（北海道道）である。

## 概要

### 路線データ
- 起点：北海道空知郡上富良野町西9線北（北海道道581号留辺蘂上富良野線交点）
- 終点：北海道富良野市朝日町 桂木町3・本町6交差点（国道237号・北海道道298号上富良野旭中富良野線交点）
- 路線延長：17.1km（総延長）

## 歴史
- 1972年（昭和47年）3月31日 路線認定[1]。

## 路線状況

### 重複区間
- 中富良野町伊藤農場（北海道道851号上富良野中富良野線）

### 道路施設
主な橋梁
- シャトーふらの橋（空知川） - 富良野市西学田 - 富良野市北斗町

## 地理

### 通過する自治体
- 上川総合振興局
  - 空知郡上富良野町
  - 空知郡中富良野町
  - 富良野市

### 交差する道路
上富良野町
- 北海道道581号留辺蘂上富良野線 - 西9線北（起点）

中富良野町
- 北海道道851号上富良野中富良野線 - 伊藤農場（重複）

富良野市
- 国道237号 - 朝日町（終点）
- 北海道道298号上富良野旭中富良野線 - 朝日町（終点）

### 沿線にある施設など
中富良野町
- 富良野風景画館 - 字中富良野奈江
- JR北海道 富良野線 鹿討駅 - 字中富良野

富良野市
- JR北海道 富良野線 学田駅 - 字西学田二区
- 富良野総合スポーツ公園 - 桂木町
- 富良野スポーツセンター - 桂木町5-10
- 富良野市立富良野西中学校 - 桂木町1-1
- 富良野税務署 - 桂木町3-2